# Koen Verweij
Koen Verweij (ur. 26 sierpnia 1990 w Alkmaarze) – holenderski łyżwiarz szybki, czterokrotny medalista olimpijski, wielokrotny medalista mistrzostw świata i Europy oraz zdobywca Pucharu Świata.

## Kariera
Pierwszy sukces w karierze Koen Verweij osiągnął w 2008 roku, kiedy podczas mistrzostw świata juniorów w Changchun zdobył srebrny medal w wieloboju i złoty w biegu drużynowym. W tej samej kategorii wiekowej zdobył też złote medale w wieloboju, biegu drużynowym i biegu na 5000 m podczas MŚJ w Zakopanem w 2009 roku oraz złote na 5000 m i w wieloboju, srebrny na 1500 m oraz brązowe na 1000 m i biegu drużynowym podczas MŚJ w Moskwie w 2010 roku.
W 2011 roku wystartował na mistrzostwach świata na dystansach w Inzell, gdzie wspólnie z Bobem de Vriesem i Janem Blokhuijsenem zdobył brązowy medal w biegu drużynowym. W tym samym roku wywalczył też brązowy medal podczas mistrzostw Europy w wieloboju w Collalbo. Na rozgrywanych rok później mistrzostwach świata na dystansach w Heerenveen razem z Blokhuijsenem i Svenem Kramerem zdobył złoty medal w drużynie, a podczas mistrzostw świata w wieloboju w Moskwie był trzeci. W zawodach tych wyprzedzili go jedynie Kramer i Blokhuijsen. Złoto w biegu drużynowym wywalczył także na mistrzostwach świata na dystansach w Soczi w 2013 roku.
Brał udział w zimowych igrzyskach olimpijskich w Soczi w 2014 roku, gdzie zdobył srebrny medal na dystansie 1500 m. W biegu tym przegrał walkę o złoty medal z Polakiem Zbigniewem Bródką o zaledwie 0,003 sekundy. Na tych samych igrzyskach był też szósty na dystansie 1000 m, a wspólnie z Blokhuijsenem i Kramerem zwyciężył w biegu drużynowym.
Wielokrotnie stawał na podium zawodów Pucharu Świata, przy czym w sezonie 2013/2014 zwyciężył w klasyfikacji końcowej na 1500 m. W tym samym sezonie był też drugi w klasyfikacji generalnej, przegrywając tylko z Shanim Davisem z USA.
Ustanowił dwa rekordy świata.